# Стенкуца (комуна)
Стенкуца (рум. Stăncuța) — комуна у повіті Бреїла в Румунії. До складу комуни входять такі села (дані про населення за 2002 рік):
- Куза-Воде (1594 особи)
- Полізешть (165 осіб)
- Станка (393 особи)
- Стенкуца (1702 особи)

Комуна розташована на відстані 146 км на схід від Бухареста, 42 км на південь від Бреїли, 102 км на північний захід від Констанци, 60 км на південь від Галаца.

## Населення
За даними перепису населення 2002 року у комуні проживали 3854 особи.
Національний склад населення комуни:
| Національність | Кількість осіб | Відсоток |
| -------------- | -------------- | -------- |
| румуни         | 3840           | 99,6%    |
| цигани         | 13             | 0,3%     |

Рідною мовою назвали:
| Мова      | Кількість осіб | Відсоток |
| --------- | -------------- | -------- |
| румунська | 3849           | 99,9%    |
| циганська | 4              | 0,1%     |

Склад населення комуни за віросповіданням:
| Релігія       | Кількість осіб | Відсоток |
| ------------- | -------------- | -------- |
| православні   | 3851           | 99,9%    |
| баптисти      | 2              | 0,1%     |
| римо-католики | 1              | < 0,1%   |